# Casimir von Arx
Pour les articles homonymes, voir Von Arx.
Casimir von Arx, né le 30 octobre 1852 à Olten (originaire du même lieu) et mort le 7 mars 1931 dans la même ville, est une personnalité politique suisse, membre du Parti radical-démocratique.
Député du canton de Soleure au Conseil des États de 1887 à 1922, il joue un rôle important dans la création de la Banque nationale suisse et des Chemins de fer fédéraux.

## Biographie

### Origine et famille
Casimir von Arx naît le 30 octobre 1852 à Olten, dans le canton de Soleure. Il est originaire de la même ville.
Il est l'aîné des huit enfants. Son père, qui porte le même nom que lui, est fabricant de bas puis le premier chef de gare de la Compagnie du Central-Suisse à Olten ; sa mère, née Barbara Ottiker, est la fille d'un aubergiste de Sternenberg, dans le canton de Zurich.
Il épouse en 1882 Bertha Brunner, fille de Ferdinand Brunner, secrétaire du district d'Olten, et de Martha née Schmid. Le couple a quatre enfants.

### Formation et parcours professionnel
Casimir von Arx accomplit sa scolarité obligatoire à Olten, puis suit pendant deux ans les cours de l'école industrielle de Neuchâtel. 
Après un apprentissage d'employé de commerce de trois ans dans une maison d'expédition et de denrées coloniales aux Verrières, il est employé dans la banque privée von Graffenried à Berne. Le décès prématuré de ses parents le conduit à renoncer à une carrière professionnelle dans une banque de Paris. 
De retour à Olten vers 1876, il fonda avec son frère Jules von Arx l'entreprise Casimir von Arx Söhne, qui fait le commerce de matériaux de construction et représente la compagnie d'assurance parisienne Phénix dans les cantons de Soleure et d'Argovie.

## Parcours politique
Casimir von Arx est député radical au Conseil cantonal de Soleure de 1881 à 1921. Il y dénonce la mauvaise gestion des deux banques dont la fusion est à l'origine en 1886 de la Banque cantonale de Soleure (de), banque qu'il préside pendant 40 ans après son redressement.
Il siège en parallèle au Conseil des États du 5 décembre 1887 au 3 décembre 1922. Il s'y occupe de politique financière et économique et joue un rôle important dans la création de la Banque nationale suisse et des Chemins de fer fédéraux (CFF).
Il est également président d'Olten de 1890 à 1902, où il améliore l'infrastructure énergétique et hydraulique.

## Autres activités
Dans le secteur privé, il assure le redressement de la Banque fédérale (de) et siège au sein de son conseil d'administration de 1892 à 1931.
Membre de plusieurs commissions d'experts, il plaide pour l'étatisation des chemins de fer privés et se retrouve en première ligne lors de la campagne de 1898 sur leur rachat. Aussi est-il nommé en automne 1900 premier président du conseil d'administration des CFF.
Il fait en outre partie de la délégation internationale du Simplon de 1905 à 1930 et de la direction de la Société suisse de surveillance économique de 1915 à 1919. Une fois la réorganisation des CFF achevée en 1923, il quitte son poste de président du conseil d'administration.

## Profil politique
Représentant d'une nouvelle génération de radicaux empreinte de pragmatisme, Casimir von Arx est un partisan du renforcement de l'État fédéral, des monopoles d'État et de la centralisation de secteurs publics et économiques importants, tels les transports ou la politique monétaire. Il sert également sert de médiateur entre les régions linguistiques.
Grâce à ses compétences, il réussit à se faire une place au sein de l'élite politique alors que sa famille n'y était pas introduite et qu'il n'avait pas de formation universitaire.